# Aplosonyx albicornis
Aplosonyx albicornis is een keversoort uit de familie bladkevers (Chrysomelidae). De wetenschappelijke naam van de soort werd in 1821 gepubliceerd door Wiedemann.